# Antonia Masanello
Antonia Masanello (née à Cervarese Santa Croce le 28 juillet 1833 et morte à Florence le 20 ou 21 mai 1862) est une patriote italienne qui a participé en tant que combattante à l'expédition des Mille en Sicile.

## Biographie
Antonia Masanello est la fille d'Antonio et Maria Lucca, paysans. Elle est née à Montemerlo di Cervarese Santa Croce et a été baptisée le 28 juillet 1833. En 1825, ses parents, originaires de Zianigo, un hameau de la région vénitienne situé près de Mirano, s'étaient installés dans le village situé au pied des collines euganéennes, où ils possédaient des terrains.
Après avoir épousé Bortolo Marinello le 12 novembre 1851 à Mestrino, un village non loin de Montemerlo (it) où la famille Masanello a émigré, elle s'est réfugiée avec son mari à Modène probablement surveillée par la police des Habsbourg en raison de ses sympathies libérales. À la fin du printemps 1860, ils décident de rejoindre l'expédition de Garibaldi. Le couple prend la mer le soir du 19 juillet 1860, à bord du vapeur Torino, qui doit transporter l'expédition dirigée par Gaetano Sacchi depuis Pavie. Connue sous le nom de « quatrième expédition », cette dernière débarque un contingent de deux cents volontaires à Palerme après la bataille de Milazzo.
Antonia Masanello déguisée en homme, s'inscrit sous le nom de Antonio Marinello, en utilisant le nom de famille de son mari. Elle participe ainsi, déguisée en homme, à toute la campagne de libération contre l'armée des Deux-Siciles, au sein du troisième régiment de la brigade Sacchi, qui intégrera  la division du général Stefano Türr. Parmi les notes générales de son profil, tel qu'il apparaît dans les rôles matriculaires de l'armée méridionale, on trouve le texte suivant : « Il s'agit en fait d'une femme, Antonia Masanello, connue aussi sous le nom de Tonina Marinello ».
Déguisée en homme, elle participait aux actions. « Tonina, quand on l'appelait ou qu'on lui donnait des ordres, montait ses gardes, faisait ses sentinelles aux postes avancés, son service de caserne ; bref, elle faisait tout cela avec une telle aisance et un tel courage que pendant longtemps ses camarades ne se sont pas rendu compte que c'était une femme », .
Le congé honorable, décerné à la fin de l'expédition confirme le rôle actif de la jeune femme de Montemerlo dans la campagne de la Sicile à Volturno. L'armée de Garibaldi dissoute le 11 novembre 1860, Antonia et Bortolo, retournent d'abord à Modène puis, ne pouvant retourner dans la Vénétie encore dominée par les Habsbourg, ils se rendent à Florence. À la fin de l'épopée Garibaldienne, Masanello a vécu des jours sombres, se débrouillant avec Bortolo et leur fille Teresa, la seule des quatre filles du couple ayant survécu. Un an plus tard le 20 mai 1862, elle est terrassée par la tuberculose, maladie qui selon une chronique de l'époque « est provoquée par les fatigues de la guerre ».
Antonia Masanello est enterrée dans le cimetière florentin de San Miniato al Monte. Une épitaphe, dictée par l'homme de lettres Francesco Dell'Ongaro, est gravée sur sa tombe et résume l'histoire humaine du personnage.
Depuis mai 1958, la dépouille d'Antonia Masanello repose dans le cimetière florentin de Trespiano.

## Postérité
Dans le cadre des célébrations du 150e anniversaire de l'unification de l'Italie, l'administration municipale de Cervarese Santa Croce a officiellement apposé une plaque sur la maison où elle est née, rappelant comment la jeune patriote, « animée par les idéaux du Risorgimento, a rejoint l'expédition des Mille ».